# Германия перед Первой мировой войной
Германская империя, провозглашённая в январе 1871 года, чуть более чем за сорок лет своего существования по ряду показателей смогла войти в число наиболее промышленно развитых стран мира. В конечном счёте, империалистические амбиции, активное военное строительство и наступательная внешняя политика Вильгельма II и его окружения во многом способствовали сползанию Европы к Первой мировой войне.

## Первые годы после образования Второго рейха

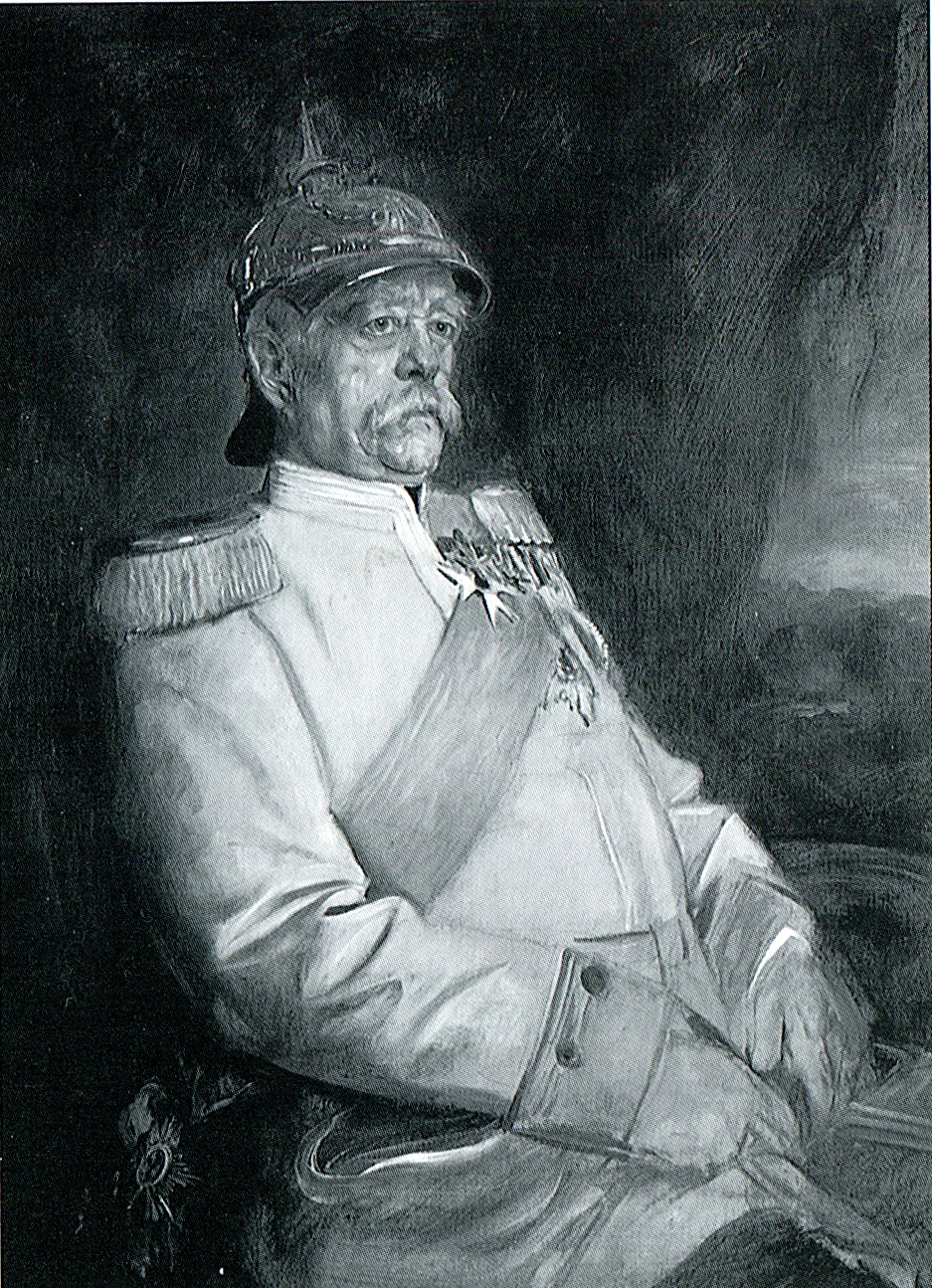
Бисмарк

Отто фон Бисмарк, «железом и кровью» создавший Второй рейх (малый — без Австрии), в значительной степени удовлетворил существовавшую издавна потребность в объединении немцев под одной крышей. Однако период повышенной экономической активности, вызванный победой над Францией закончился быстро. Уже в 1873 году экономика страны столкнулась с трудностями. Аграрии и промышленники начали высказывать недовольство проводимой Бисмарком либеральной политикой свободной торговли и стали настаивать на осуществлении политики протекционизма. В стране начали создаваться разнообразные влиятельные группы и ассоциации по защите своих групповых интересов, действовавшие вне парламента. Лоббистские интересы стали особенно чётко прослеживаться в его деятельности, а общественное мнение оказалось весьма склонным к тому, чтобы превратиться в объект манипуляции.
В 1873 году в Берлине был заключен Союз трёх императоров (нем. Drei-Kaiser-Bündnis) между монархами тремя империями, Германской, Австро-Венгерской и Российской. На следующий год в России было введена обязательная воинская повинность.
В 1875 году полуофициальная немецкая газета Die Post опубликовала статью под заголовком: «Уж не предполагается ли война?» (нем. Ist der Krieg in Sicht?). Она отражала мнение Бисмарка, желавшего поставить Францию на место в связи с начавшимся там в Палате представителей обсуждением вопроса о существенном увеличении военных расходов. Ответная негативная реакция не только Парижа, но и Лондона, Рима и Петербурга поставила Бисмарка в положение международной изоляции, что означало его крупное дипломатическое поражение. Так называемая «Военная тревога» 1875 года вошла в немецкую историю как «Krieg-in-Sicht-Krise». Отныне задачей Бисмарка стало устранение опасности войны на два фронта, которую он считал заведомо проигрышной для государства. В дальнейшем в течение всего времени пребывания на посту канцлера его преследовал кошмар коалиций (фр. le cauchemar des coalitions). Бисмарк пытался устранить его путём категорического отказа от приобретения колоний, которые неизбежно значительно увеличили бы опасность вооружённого конфликта при столкновениях с интересами колониальных держав, в первую очередь с Англией. Он считал добрые отношения с ней залогом безопасности Германии, и потому все усилия направил на решение внутренних проблем.
Бисмарк считал, что Германия не должна стремиться к доминированию в Европе, но удовлетворяться достигнутым и уважать интересы соседей. Свою внешнюю политику он выразил следующим образом:

A strong Germany wishes to be left in peace and to develop peacefully for this to be possible Germany had to maintain a strong army since one does not attack someone whose dagger is loose in the sheath

Сильная Германия желает, чтобы её оставили в покое и дали развиваться в мире, для чего она должна иметь сильную армию, поскольку никто не отважится напасть на того, кто имеет меч в ножнах

При этом Бисмарк серьёзно рассчитывал на то, что европейские державы, имеющие противоречивые интересы, будут заинтересованы в Германии:
all the powers with the exception of France need us, and as far as possible will be stopped from forming coalitions against us as a result of their relations one with another 
 Все государства, за исключением Франции, нуждаются в нас и, насколько это возможно, будут воздерживаться от создания коалиций против нас в результате существующих противоречий между ними.

Бисмарк, как до него Штейн, Меттерних и Лейбниц чувствовал себя ответственным за ход истории и понимал опасности тотальной войны. Но это не воспринималась ни им, ни его сторонниками как необходимость менять существующее положение вещей, но лишь как угроза этому порядку.

## Жонглирование пятью мячами
В своей ставке на разногласия в лагере соперников Бисмарк опирался на факты. После покупки Францией акций Суэцкого канала возникли проблемы в её отношениях с Англией. Россия соперничала с Турцией на Чёрном море, а её интересы на Балканах диктовали необходимость сближения с Германией и, одновременно, вступали в противоречие с интересами Австро-Венгрии. По образному выражению историка Бисмарк оказался в положении жонглёра с пятью мячами, три из которых он должен был постоянно держать в воздухе.
Летом 1875 года в Боснии и Герцеговине началось восстание против турецкого владычества, поддержанное Сербией, Черногорией и Болгарией, которое было жестоко подавлено турецкими войсками. Но в 1877 году Россия объявила Турции войну, и убедила Румынию поддержать её в попытке окончательно изгнать Турцию с Европейского континента. Война закончилась победой Русской армии и в Сан-Стефано был заключён мир. Англия и Австрия были крайне обеспокоены русской победой и дали понять царскому правительству, что дело может кончиться войной. Россия уступила, и для ратификации достигнутых решений был созван Берлинский конгресс под председательством Бисмарка, который провёл его в духе создания системы «Европейского равновесия» (нем. Europäischen Gleichgewichts)

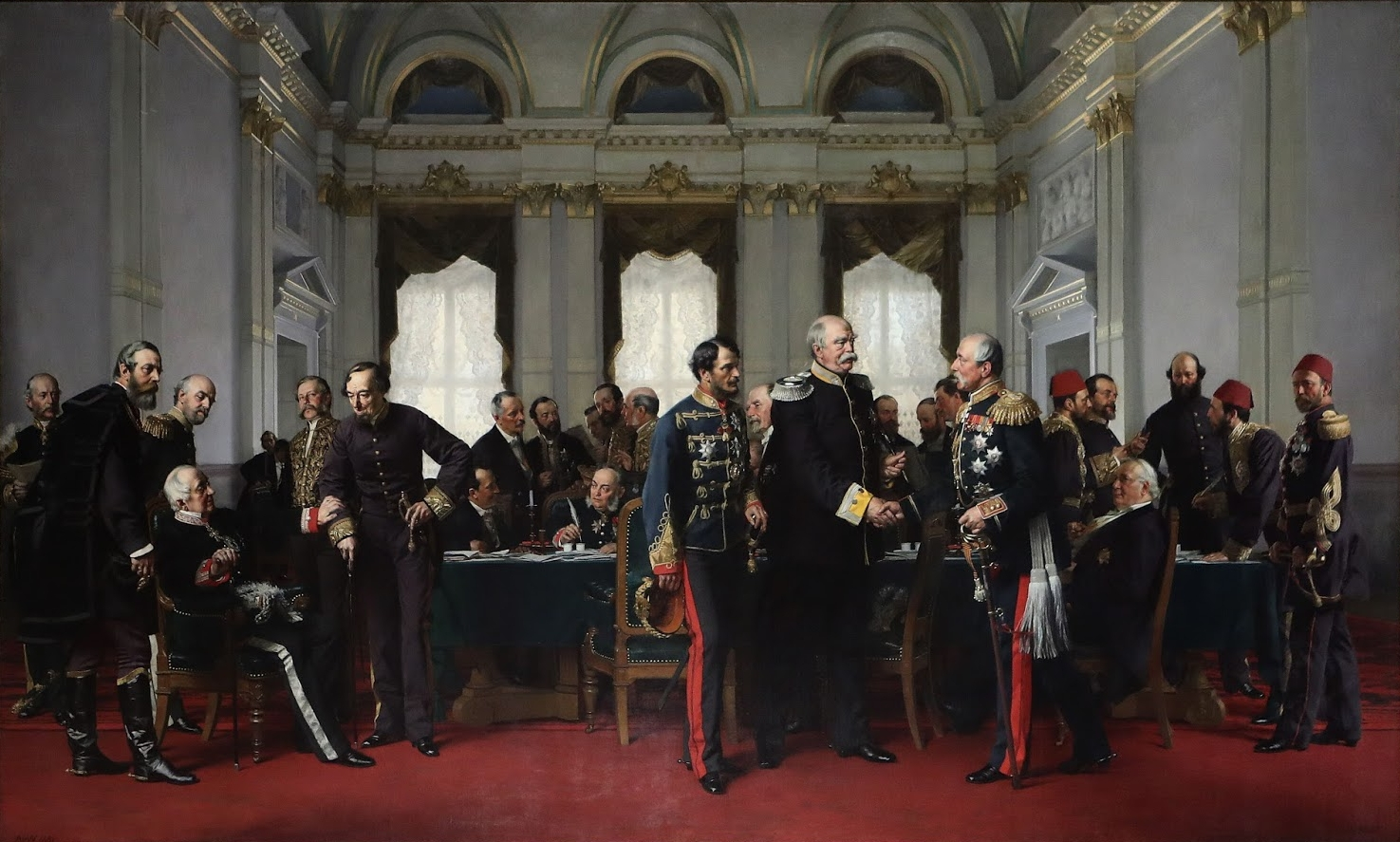
Берлинский конгресс

Несмотря на то, что во время этой войны Бисмарк категорически возражал против предложений Австрии втянуть Германию в военные действия против России, он подписал 3 июля 1878 года Берлинский трактат с представителями великих держав, установивший новые границы в Европе. Австрии были обещаны Босния и Герцеговина, а Россия должна была вернуть Турции часть из завоёванных у неё территорий. Румыния, Сербия и Черногория были признаны независимыми странами. Англия получила Кипр. В Османской империи создавалось автономное славянское княжество — Болгария.
В прессе России после этого панслависты начали кампанию против Германии, чрезвычайно встревожившую Бисмарка. Снова возникла реальная угроза антигерманской коалиции при участии России. Россия вышла из Союза трёх императоров, созданного в 1873 году.. 7 октября 1879 года, несмотря на возражения императора Вильгельма I, придерживавшегося прорусской ориентации, традиционной для Пруссии со времён наполеоновских войн, Бисмарк заключил союз с Австрией, «Обоюдный Договор» (Dual Alliance). Это стало роковой ошибкой Бисмарка, разрушившей близкие отношения России и Германии. Между двумя странами началась жёсткая тарифная борьба. С этого времени Генеральные штабы обеих стран стали разрабатывать планы превентивной войны друг против друга. А в 1879 году по причине обострения франко-немецких отношений, Россия в ультимативной форме потребовала от Германии не начинать новую войну..
1 марта 1881 года Александр II был убит террористами и в стране начался острый политический кризис. 18 июля 1881 года был заключён договор, представлявший собой возрождение «Союза трёх императоров» — России, Германии и Австро-Венгрии. В соответствии с ним участники обязались соблюдать нейтралитет, если даже один из них начнёт войну с любой четвёртой державой. Таким образом, Бисмарк обеспечил себе нейтралитет России в случае, если придётся вести войну с Францией
В 1884 году началось создание немецких колоний в Юго-Западной Африке, что связано с именем Адольфа Людерица, в Камеруне и Того с Густавом Нахтигалем, в Восточной Африке с именами Герман фон Висман и Карла Петерса. Кроме того, на Новой Гвинее и на Архипелаге Бисмарка Петерс основал Немецкое колониальное товарищество (англ. Deutsche Kolonialgesellschaft).
В ноябре 1885 года вспыхнула Сербско-болгарская война. Когда победа Болгарии стала очевидной, Австро-Венгрия потребовала немедленно прекратить боевые действия. В свою очередь Россия, которая, хотя и не поддерживала Болгарию в этой войне, пригрозила Австро-Венгрии, что если последняя вмешается в войну, то это для неё будет иметь большие последствия. На почве таких заявлений возник очередной австро-русский конфликт на Балканах. Всё это привело к тому, что Австро-Венгрия, Россия, Османская империя и Германия, которая втайне поддерживала действия Австро-Венгрии, оказались на грани войны. К тому же Франция, ставшая на сторону России, начала снабжать её оружием. Это крайне обеспокоило Бисмарка, увидевшего в этом реальную угрозу новой коалиции..
18 июня 1887 года Германия и Россия заключили «Договор перестраховки», гарантировавший российский нейтралитет на случай войны Германии с Францией. Также Бисмарк высказал понимание заинтересованности России в Проливах, что, по его мнению, привело бы (к пользе Германии) к обострению англо-российских отношений. Современники посчитали этот договор проявлением дипломатического гения Бисмарка, но время показало, что это была лишь временная мера. И Бисмарк, попытавшийся заключить в 1889 году военный договор с Англией, получил категорический отказ от лорда Солсбери, намеренного по давней британской традиции иметь свободу действий в своей политике на континенте.

## Новое направление в политике

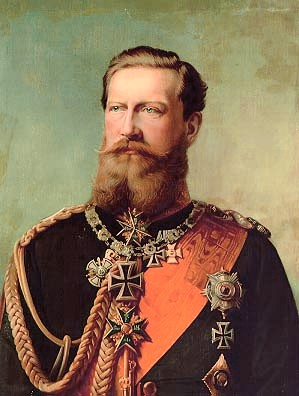
Фридрих III

В 1888 году умер император Вильгельм I и на его место пришёл его сын — Фридрих III, женатый на старшей дочери королевы Виктории и имевший репутацию сторонника английского конституционного строя и либерально настроенного англомана. Он был смертельно болен раком горла и правил всего 99 дней. Его смерть Ницше посчитал «величайшим и роковым несчастьем для Германии». Со смертью Фридриха III, исчезли надежды на мирную и либеральную Германию в центре Европы. В то же время многие в Германии, особенно в среде прусского юнкерства, приветствовали восхождение на престол его сына, Вильгельма II, в отличие от отца настроенного консервативно и патриотично. Зато в Англии к новому кайзеру отнеслись по другому. Так, дядя Вильгельма II, король Великобритании Эдуард VII назвал его «самым блистательным неудачником во всей немецкой истории».

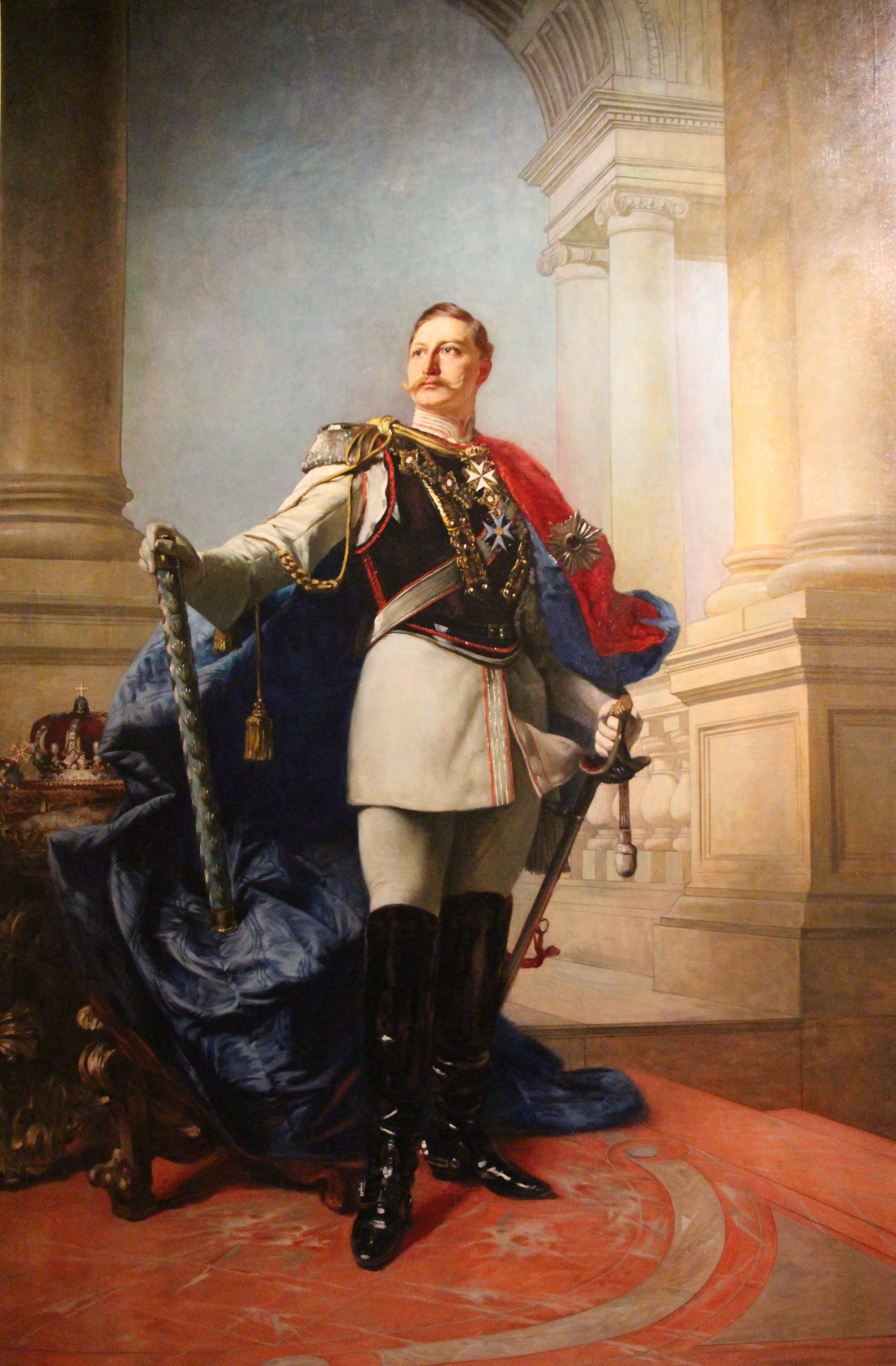
Вильгельм II

Вильгельм в начале своего правления претендовал на роль «социального императора» и, даже, собирался организовать международную конференцию по обсуждению положения рабочих. Он был убеждён, что социальные реформы, протестантизм и пропаганда патриотизма смогут отвлечь рабочих от влияния социалистов. Бисмарк противился этому курсу, не веря в его эффективность. Вначале общество было воодушевлены словами нового кайзера: «Курс остаётся неизменным. Полный ход вперёд». Однако вскоре многие стали понимать, что это не так, и наступило разочарование, а личность «Железного канцлера», ещё при жизни начала приобретать мифические черты.
Начавшаяся при кайзере-внуке - Вильгельме II эпоха (1888-1918) называется на Западе «Вильгельмовской» и была основана на незыблемом фундаменте монархии, армии, религии и веры в прогресс во всех областях.
Глобальные претензии Вильгельма были поддержаны адмиралом Тирпицем (1849—1930), увлечённым идеей соперничества с «владычицей морей» Великобританией. Это был способный, знающий своё дело, энергичный и обладающий даром демагога офицер. Он организовал беспримерную, охватившую всю нацию, кампанию по строительству Военно-морского флота, который должен был в два раза превосходить флот Британии и вытеснить её из мировой торговли. Все сословия страны поддержали эту идею, в том числе и социалисты, поскольку это гарантировало множество рабочих мест и относительно высокую зарплату. Вильгельм охотно поддержал Тирпица не только потому, что его деятельность полностью соответствовала его глобальным претензиям, но и потому, что была направлена против парламента, точнее его левого крыла. При нём страна продолжила начавшийся при Бисмарке (и против его воли) захват территорий, в основном в Африке и проявила интерес к Южной Америке.

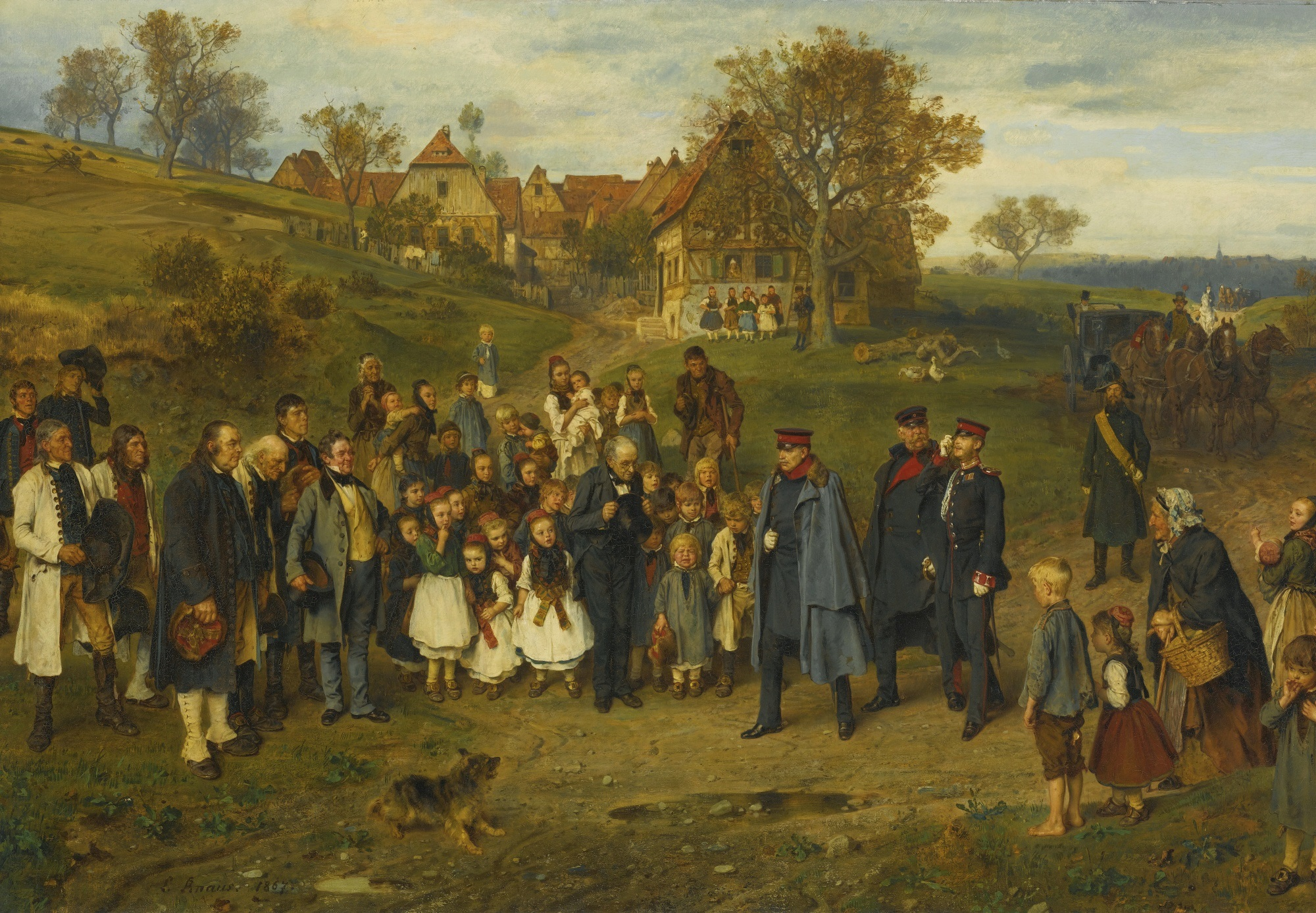
«Их благородия приехали» (Seine Hoheit auf Reisen), картина Людвига Кнауса, 1867 год

При этом Вильгельм вошёл в конфликт с Бисмарком, которого уволил в 1890 году. Канцлером стал генерал-лейтенант фон Лео фон Каприви, глава адмиралтейства. Он не имел достаточного для своего поста политического опыта, однако понимал, что гонка морских вооружений с Британией есть самоубийство для государства. Вместо этого Каприви собирался идти по пути социальных реформ, ограничения империалистических тенденций и уменьшения оттока эмигрантов, главным образом в США, который составлял 100 000 человек в год. Он старался всемерно способствовать экспорту промышленных товаров, в том числе в Россию в обмен на зерно. Этим самым Каприви вызвал недовольство влиятельного аграрного лобби, являвшегося становым хребтом немецкой экономики и настаивавшего ещё во времена Бисмарка на проведении протекционистской политики. Проводимой канцлером политикой были недовольны и империалистические слои, ставившие под вопрос целесообразность обмена Занзибара на Гельголанд, проведённого ещё Бисмарком.
Каприви делал попытки достигнуть консенсуса с социалистами, в первую очередь с влиятельной в Рейхстаге Социал-демократической партией. Из-за сопротивления крайне правых и кайзера, ему не удалось интегрировать социал-демократов, которых Вильгельм назвал «шайкой бандитов, не заслуживающих права называться немцами», в политическую жизнь империи.
В 1890 году кайзер отказался продлить заключённый с Россией «Перестраховочный договор». В результате началось сближение России и Франции. Уже в 1891 году достигнута договорённость о создании Франко-русского союза. 17 августа 1892 года Россия и Франция подписывают секретную военную конвенцию. А в 1893 году было заключено русско-французское торговое соглашение. Петербург заявил, что в отношении тех государств, которые не предоставят России режима наибольшего торгового благоприятствования, тарифы на ввоз будут подняты от 20 до 30 %. В ответ на этого верхняя палата немецкого парламента (Союзный совет — Бундесрат) подняла тарифы на русские товары, в том числе и зерно, на 50 %. В свою очередь Россия практически закрыла свои порты для немецких судов, значительно подняв портовые сборы. В 1893 году русский флот посетил французский Тулон, и после этого был заключён оборонительный союз России и Франции. Поскольку Германия была для России наиболее важным торговым партнёром, это тарифная война наносила ущерб экономикам обеих стран, и потому уже в 1894 году закончилась взаимной договорённостью о предоставлении друг другу режима наибольшего благоприятствования. Но военный союз с Францией остался в силе.
В 1892 году прусский министр образования внёс предложение о реформировании школы путём увеличения влияния на неё церкви, что отражало мнение кайзера, надеявшегося таким путём использовать традиционные ценности в борьбе против новомодных течений типа социализма. Проект поддержали католические партии, обычно находившихся в оппозиции к имперским властям. Против выступили либералы, развернувшие борьбу против усиления церковных кругов под флагом защиты академической свободы. В результате проект был отвергнут большинством депутатов. Это привело к отставке Каприви. Новым канцлером стал консерватор, граф Бото цу Ойленбург (нем. Botho Wendt August Graf zu Eulenburg), двоюродный брат графа Филиппа Ойленбурга, друга детства Вильгельма. Существовавший при Бисмарке порядок совмещение постов канцлера Германской империи и министра-президента Пруссии был нарушен, что повлекло за собой фатальные последствия.
Через два года Ойленбург внёс в Бундесрат «Антиреволюционный билль», который заведомо не мог пройти в нижней палате (Рейхстаге). Кайзер, опасавшийся дворцового переворота, уволил канцлера. Этот Билль вызвал ожесточённые дебаты в только что построенном здании Рейхстага между противниками и сторонниками парламентской демократии. Одновременно это означало, что Вильгельм больше не изображает собой «социального кайзера» и стоит на стороне представителей промышленного капитала, распоряжающегося на своих предприятия так же, как распоряжается юнкер в своём поместье. Отныне участники забастовок подлежали заключению в тюрьму, любые движения в сторону социализма пресекались. В правительстве закрепились антисоциалистические и антисемитские силы.
Однако среди правых не было единства. Министр финансов Пруссии Иоганн Микель создал под лозунгом «концентрационной политики» (нем. Sammlungspolitik) коалицию правых аграриев и промышленников, но её участники нередко имели различные цели. Так промышленные круги поддерживали строительство каналов, сторонником чего был сам Вильгельм, но этому противились аграрии, опасавшиеся того, что по этим каналам будет поступать дешёвое зерно. Эти разногласия служили аргументом в пользу того, что Германия нуждается в социалистах хотя бы для того, чтобы обеспечить прохождение законов в рейхстаге.

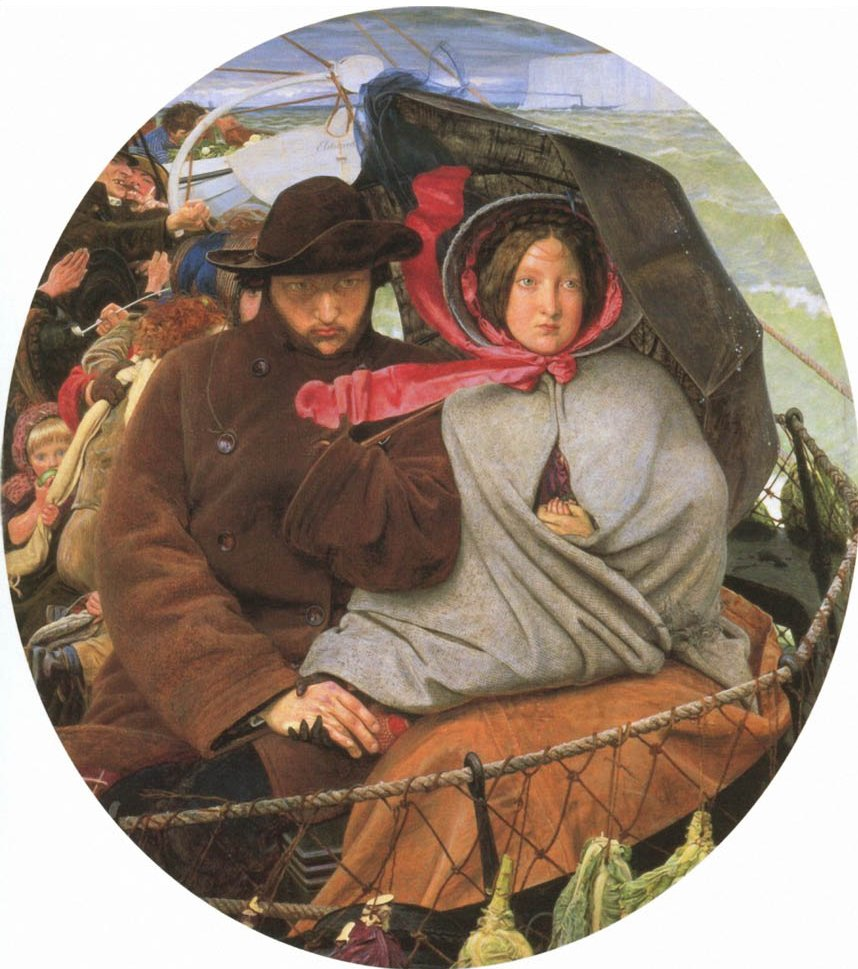
Эмигранты

Значительные расхождения с традициями Бисмарка стали явными и в области внешней политики, что сопровождало становление германского империализма. В середине века Германия вместе с Англией, Ирландией и Скандинавией принадлежала к числу стран, давших наибольшее количество эмигрантов в Америку, особенно США и Канаду. Неслучайно, одна из провинций Канады получила название «Новый Брауншвейг». Ставший в 1897 году министром иностранных дел Бернгард фон Бюлов заявил в парламенте:

Время, когда немцы покидали Германию, уезжая в соседние страны, и оставляли в своей собственности лишь небо над головой, закончилось…Мы не собираемся никого держать в тени, но и сами требуем места под солнцем .

Став в 1900 году канцлером, он сумел добиться в парламенте увеличения финансирования программ строительства военно-морского флота. Ещё ранее, в 1895 году было закончено строительство канала Кайзера Вильгельма, благодаря чему германский флот получил возможность быстрого перехода из Северного моря в Балтийское и обратно. В 1898 году после подавления боксёрского восстания европейские великие державы принудили Китай согласиться на передачу Циндао — Германии, Вейхайвей — Англии, Гуанчжоу — Франции и Порт-Артур — России..
В 1899 году в Гааге была впервые в мировой истории созвана конференция, ставившая своей задачей разработать принципы мирного решения межгосударственных споров.. На ней были приняты конвенции «О мирном решении международных столкновений», «О законах и обычаях сухопутной войны» и «О применении к морской войне начал Женевской конвенции 10 августа 1864 года», а также 3 декларации о запрете некоторых боеприпасов, в частности, газового оружия.
На встрече Вильгельма II и Николая II в 1905 году в Бьёркё было достигнуто соглашение о взаимопомощи, если одна из стран подвергнется нападению. При этом предполагалось, что к этому соглашению присоединится и Франция. Быстро поняв абсурдность этих ожиданий, Россия взяла свои обещания обратно.
В 1906 году англичане построили Линкор «Дредноут», ставший родоначальником нового класса военно-морских кораблей и сразу сделавший устаревшими броненосцы всего мира. Это событие положило начало новому витку гонки военно-морских вооружений. При этом Кильский канал был слишком узким для кораблей дредноутного типа. И это поставило немецкий военно-морской флот в исключительно тяжёлое положение. В обществе стало возникать напряжение, вызванное с одной стороны некритической верой в безграничный технический прогресс и страха, что ситуация может внезапно и в ближайшее время измениться к худшему — с другой. Возникшая в мозгу Ницше идея[значимость факта?] о новой расе людей, которые построят новый мир на развалинах старого, пустила свои корни и не была забыта.
В 1907 году заключением договора в Петербурге было завершено формирование Тройственного военного союза между неожиданно быстро оправившейся после поражения в Русско-японской войне Россией, Францией и озабоченной ростом германского военно-морского флота и потому вынужденной выйти из изоляции Англией, который по предложению французского премьера получил название «Сердечное согласие» (фр. l’Entente cordiale). Этот союз, вошедший в российскую историю как Антанта, был направлен против держав Центральной Европы — Германии и Австро-Венгрии, к которым примкнула Италия, одновременно имевшей секретный договор с Францией и со временем присоединившейся к Антанте. Попытка Германии вытянуть Россию из англо-французского союза путём подписания секретного Петербургского протокола и Потсдамского соглашения успеха не имела.

## Боснийский кризис
Австро-Венгрия, будучи многонациональной империей, в которой австрийцы были в процентном смысле в меньшинстве, из-за внутренних межнациональных противоречий была постоянным очагом нестабильности в Европе. Она стремилась реализовать её право на присоединение к ней по международному соглашению (Берлинский трактат от 3 июля 1878 года) Боснии и Герцеговины. Согласно этому трактату Россия признавала нейтральный статус проливов. Однако, когда дело дошло до реализации аннексии этих территорий, Россия договорилась с Австрией, что не будет возражать при условии, что Австрия признает её право на проход через проливы русских военных кораблей. Сербия категорически отрицала аннексию и начала готовиться к войне..
Турция, уже давно имевшая репутацию «старого больного человека Европы», могла рассчитывать лишь на то, что её союзники не дадут ей окончательно уйти с Европейского континента, что означало бы возможность выхода Черноморского флота России в Средиземное море. Это было бы крайне нежелательно, в первую очередь, для Англии.
Германия известила Австрию в намерении оказать ей поддержку в случае войны. Когда выяснилось, что Россия не готова к войне с Германией и Австрией сразу, она надавила на Сербию, убедив её в необходимости признании аннексии Боснии и Герцеговины Австрией де-факто. На этот раз войны удалось избежать, но Балканы окончательно превратились в «пороховую бочку Европы».
В 1909 году новым рейхсканцлером стал Теобальд фон Бетман-Гольвег, пытавшийся обеспечить нейтралитет Англии в войне, которую он считал настолько неизбежной, что не поддержал плана строительства оборонительных сооружений на востоке, где находилось его имение. Он считал, что в недалёком будущем оно окажется в руках русских.
В феврале 1912 года Берлин посетил английский премьер лорд Ричард Бердон Холдейн, пообещавший, что в будущей войне Германии Англия останется нейтральной, если немцы сократят свою судостроительную программу. И это в Германии тоже было принято за национальное оскорбление. В том же году Сербия, Болгария и Греция начали вытеснять Турцию из Европы. Это было с энтузиазмом поддержано Россией. Для Австро—Венгрии успех этой деятельности был ещё опаснее, чем присутствие турок, поскольку сербы могли бы создать военно-морскую базу на Средиземном море. Бетман-Гольвег предупредил Россию, что она играет с огнём. Англичане заявили, что не потерпят атаки Германии на Францию. Было создано независимое государство — Албания, которое блокировало Сербию со стороны моря.
Логика событий вела к европейской войне. Предсказание Бисмарка начинало сбываться.

## Галерея

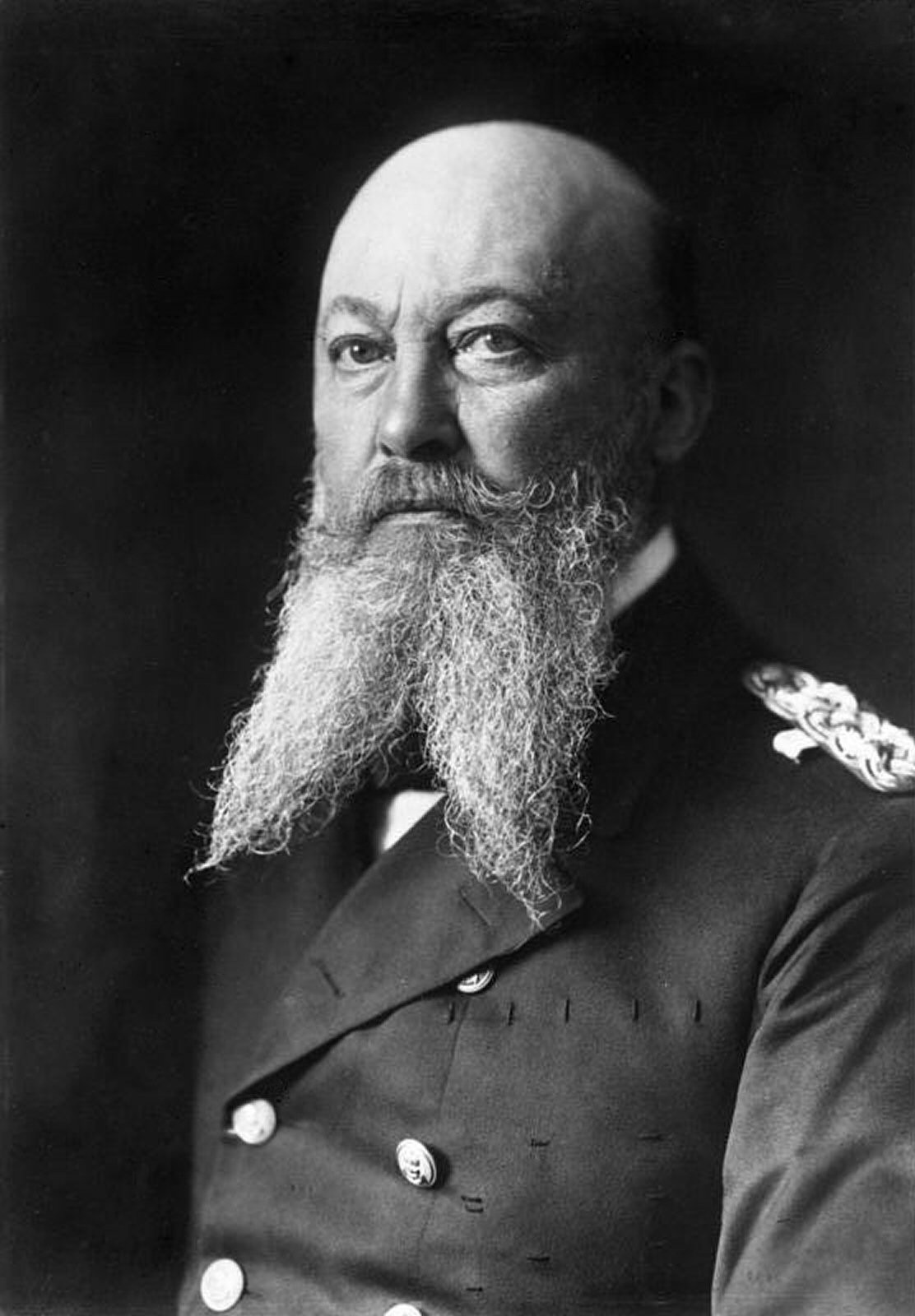
Альфред Тирпиц
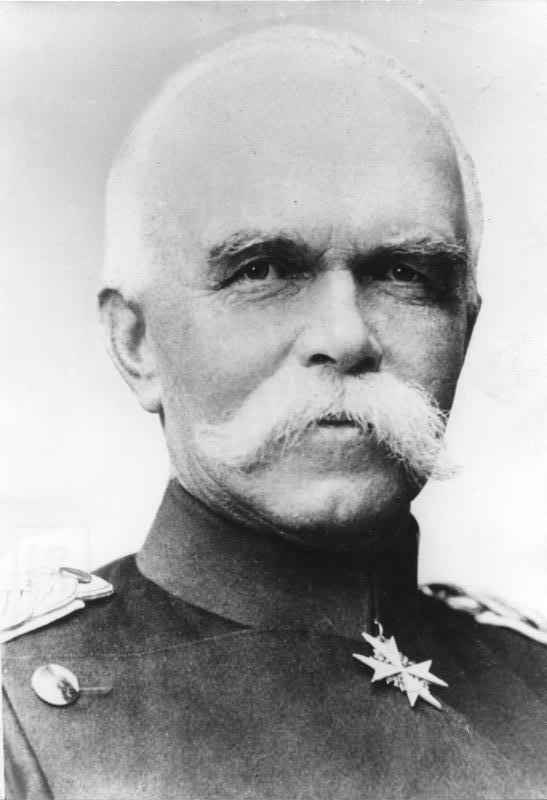
Лео фон Каприви
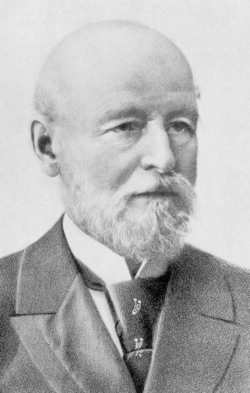
Бото цу Ойленбург
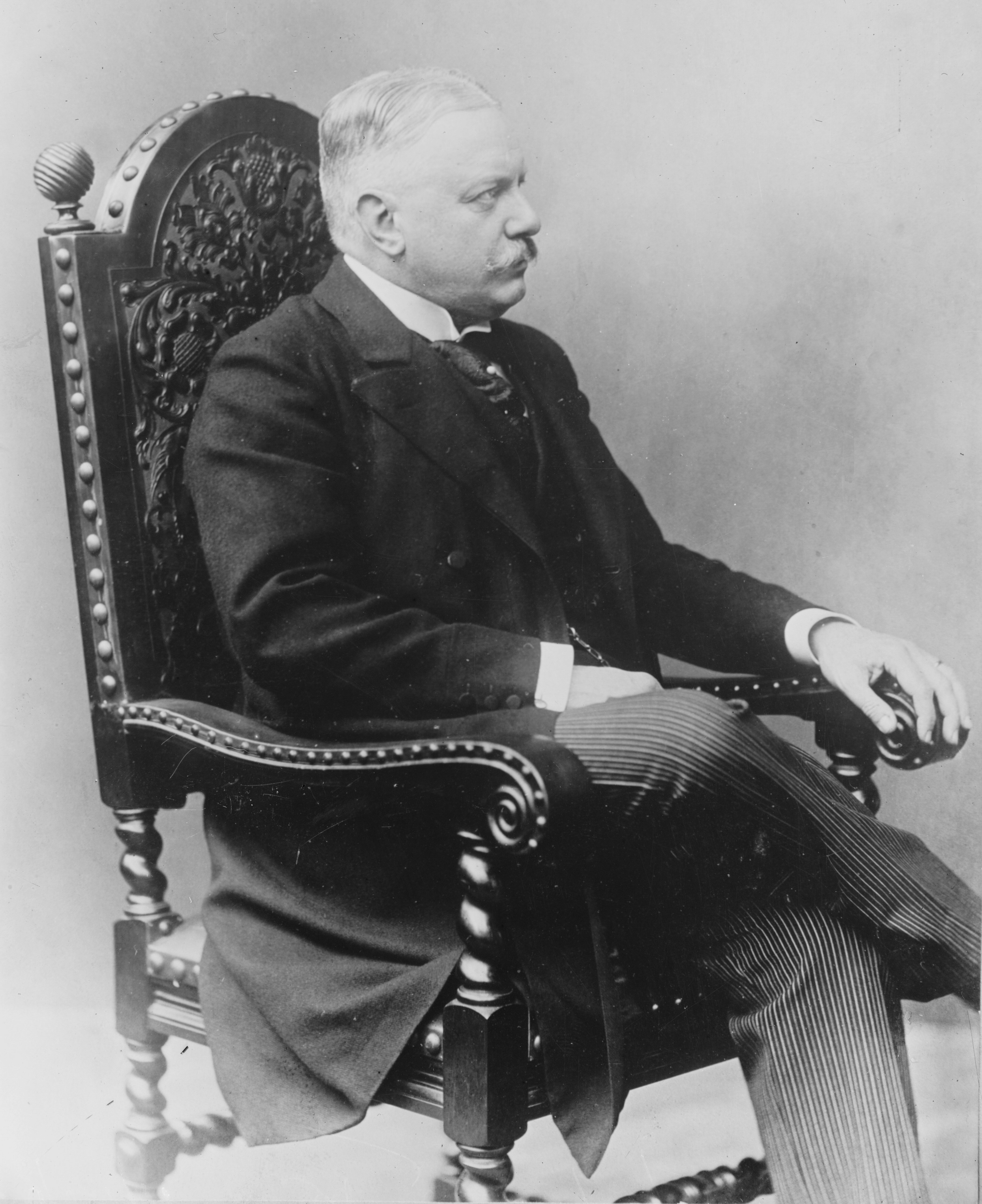
Бернгард фон Бюлов
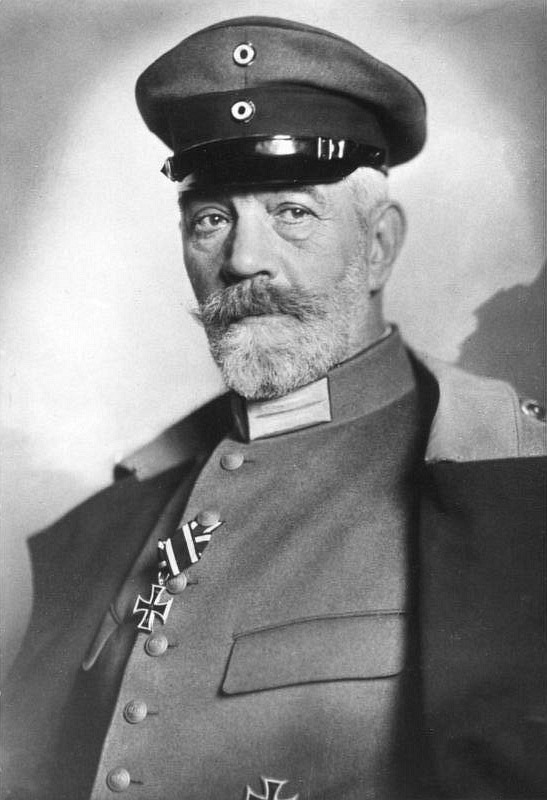
Теобальд Бетман фон Гольвег